# Acrolophus bogotensis
Acrolophus bogotensis är en fjärilsart som beskrevs av Walsingham 1887. Acrolophus bogotensis ingår i släktet Acrolophus och familjen Acrolophidae. Inga underarter finns listade i Catalogue of Life.